# Bəklə
Bəklə è un comune dell'Azerbaigian situato nel distretto di Qobustan. Conta una popolazione di 280 abitanti.